# جکو (وست ویرجینیا)
جکو (به انگلیسی: Jaco) یک منطقهٔ مسکونی در ایالات متحده آمریکا است که در شهرستان مونونگالیا، ویرجینیای غربی واقع شده‌است. جکو ۳۷۶٫۱۳ متر بالاتر از سطح دریا واقع شده‌است.